# Chlorognesia lichenae
Chlorognesia lichenae là một loài bướm đêm trong họ Noctuidae.